# Wakaleo
Wakaleo — род вымерших хищных сумчатых из отряда двурезцовых, обитавших в Австралии в эпоху позднего олигоцена и миоцена. Хотя они намного меньше своего близкого родственника, сумчатого льва (Thylacoleo carnifex), эти звери были успешными охотниками. У него были резцы, предназначенный для закалывания жертвы и режущие коренные зубы.

## Виды
Род включает пять видов:
- Wakaleo alcootaensis Archer and Rich, 1982. Обнаружен в миоценовой формации Уэйта на Северной территории в 1974 году. Он был немного крупнее двух других видов.
- Wakaleo oldfieldi Clemens and Plane, 1974. Типовой вид. Голотип был обнаружен группой ученых в миоценовой формации Wipijiri на юге Австралии в 1971 году. Они обнаружили почти полную левую зубную кость, включающую несколько хорошо сохранившихся зубов.
- Wakaleo pitikantensis Rauscher, 1987. Описан Раушером как типовой вид рода Priscileo в 1987 году[3] и отнесен к этому роду в 2017 г[4].
- Wakaleo schouteni Gillespie, Archer & Hand, 2017. Вид среднего размера[4].
- Wakaleo vanderleuri Clemens and Plane, 1974. Впервые обнаружен полевыми рабочими в 1967 году в миоценовых слоях Camfield на Северной территории. С тех пор было найдено еще много экземпляров.

## Описание
Wakaleo — род хищных млекопитающих семейства сумчатые львы. Виды этого рода со временем становились всё крупнее, пока не появился вид, способный убивать намного более крупных животных, чем он сам.